# Schwarzschwanzastrild
Der Schwarzschwanzastrild (Glaucestrilda perreini, Syn.: Estrilda perreini), auch Schwarzschwanz-Schönbürzel  oder Pereins Astrild genannt, ist eine afrikanische Art aus der Familie der Prachtfinken. Für die Art werden zwei Unterarten unterschieden.
Die IUCN stuft den Schwarzschwanzastrild als nicht gefährdet (least concern) ein.

## Beschreibung
Schwarzschwanzastrild erreichen eine Körperlänge von elf Zentimeter. Es besteht kein Sexualdimorphismus.
Der Schwarzschwanzastrild ähnelt dem Lavendelastrild, hat aber keinen roten Schwanz wie dieser, sondern einen schwarzen. Vom Cinderellaastrild unterscheidet er sich durch einen kleinen, schwarzen Kinnfleck. Der Unterschnabel ist beim Schwarzschwanzastrild gräulich und nicht rötlich. Der Bürzel und die Oberschwanzdecken des Schwarzschwanzastrilds sind lebhaft rot. Einzelne Weibchen haben auch an den Körperseiten einige kleine rote Flecken. Die Unterschwanzdecken sind je nach Unterart grau oder schwarz.

## Verbreitung und Lebensraum
Das Verbreitungsgebiet des Schwarzschwanzastrilds reicht vom Süden Gabuns über den Norden Angolas und den Süden der Demokratischen Republik Kongo bis zum Nordwestufer des Tanganjikasees. In südlicher Richtung reicht es über Mosambik, dem Süden Malawis und dem Westen Simbabwes bis zum Küstengebiet in Kwazulu-Natal. Der Lebensraum des Schwarzschwanzastrilds sind feuchte, grasdurchwachsene Buschwalddickichte und immergrüne Primärwälder. Er hält sich besonders häufig in Galeriewäldern auf. In trockeneren Wäldern findet man ihn seltener, im eigentlichen Trockenwald fehlt er ganz. Er ist in den meisten Regionen seines Verbreitungsgebietes nicht sehr häufig. In den meisten Regionen ist der Schwarzschwanzastrild ein Standvogel. Die im südlichen Simbabwe bis ins südliche Zululand und Natal vorkommende Unterart G. p. incana überwintert jedoch nördlich seines Brutareals im Süden Mosambiks.

## Lebensweise
Der Schwarzschwanzastrild ist überwiegend einzeln oder in Paaren zu beobachten. Er wird deswegen häufig übersehen. Er frisst ausschließlich kleine Grassamen, seine Nahrung findet er überwiegend auf dem Erdboden. Während der Nahrungssuche hält er sich in der Nähe von Dickungen auf.
Die Brutzeit fällt in Südafrika in den südlichen Sommer und währt von Oktober bis März. Hier zieht er zwei Bruten pro Jahr hoch. In anderen Regionen brütet er gegen Ende der Regenzeit. Die Nester stehen einzeln und befinden sich in der Regel zwischen 2,5 und fünf Meter über dem Erdboden. Er zeigt wie einige andere Prachtfinkenarten eine Halmbalz, bei der das Männchen lange Grashalme im Schnabel dem Weibchen präsentiert.
Das Nest ist ein Kugelnest, das von beiden Elternvögeln gebaut wird. Gelegentlich nutzt er auch alte verlassene Nester von anderen Prachtfinken und Webervögeln. Das Gelege besteht aus drei bis sechs weißen Eiern. Sie werden von beiden Elternvögeln bebrütet. Bei in Gefangenschaft gehaltenen Vögeln beträgt die Brutzeit durchschnittlich zwölf Tage. Die Nestlinge werden von beiden Elternvögeln versorgt. Die Nestlingszeit beträgt bei in Gefangenschaft gehaltenen Vögeln 19 bis 21 Tage. Die Jungvögel kehren nach dem Ausfliegen für einen Zeitraum von etwa sieben Tagen des Nachts zum Nest zurück.

## Haltung
Der Schwarzschwanzastrild spielt in der Ziervogelhaltung nur eine untergeordnete Rolle. Einzelne Vögel dieser Art scheinen in den 1930er Jahren in den Handel gekommen zu sein. Danach fehlten sie über Jahre, bis 1966 zehn Paare in der Schweiz gehandelt wurden. In den letzten Jahren sind diese Vögel jedoch gelegentlich verkauft worden und werden mittlerweile von einem kleinen Kreis von Haltern regelmäßig nachgezüchtet. Sie gelten als sehr friedfertig und eignen sich für Gemeinschaftshaltung. Sie sind jedoch sehr wärmeliebend und müssen bei Temperaturen von mindestens 24 Grad gehalten werden.
In Mosambik ist in einer Region die Population rückläufig, weil neben Lebensraumvernichtung auch ein größerer Teil der Population jährlich für den Export von Käfigvögeln gefangen wird.

## Belege

### Einzelbelege
1. ↑   Nicolai et al., S. 215
2. ↑   Clement et al., S. 367
3. ↑   Fry et al., S. 290
4. ↑   Fry et al., S. 290
5. ↑   Nicolai et al., S. 217
6. ↑   Fry et al., S. 289